# Anton Wunderer
Anton Wunderer (* 5. April 1850 in Wien; † 16. Januar 1906 ebenda) war ein österreichischer Hornist und Komponist.

## Leben
Anton Wunderer, der Vater des Oboisten Alexander Wunderer (1877–1955), war von 1869 bis 1876 Hornschüler bei Wilhelm Kleinecke am Konservatoriums der Gesellschaft der Musikfreunde in Wien (GdM). Nachdem er seine Ausbildung abgeschlossen hatte, war er als Hornist zunächst ein Jahr lang an der Warschauer Oper und anschließend 1882 bis 1885 am Wiener Carltheater tätig. Von 1885 bis 1906 hatte er die Stelle als Kapellmeister der Bühnenmusik und Korrepetitor an der Wiener Hofoper inne. Zu seinen Schülern gehörte unter anderem Franz Liftl.
Wunderer war – neben Emil Wipperich und Franz Pichler – Mitglied im berühmten Hornquartett von Josef Schantl, das 1883 unter anderem zur Gründung des Wiener Waldhornvereins führte. Dabei hat Wunderer Marsch-, Walzer- und Polkamusik für Hornquartett geschrieben und wurde deshalb als „Johann Strauss des Hornquartetts“ bezeichnet. Er komponierte über 300 Werke.
Seine letzte Ruhestätte befindet sich auf dem Wiener Zentralfriedhof (Gruppe 73, Reihe 30, Nr.3).

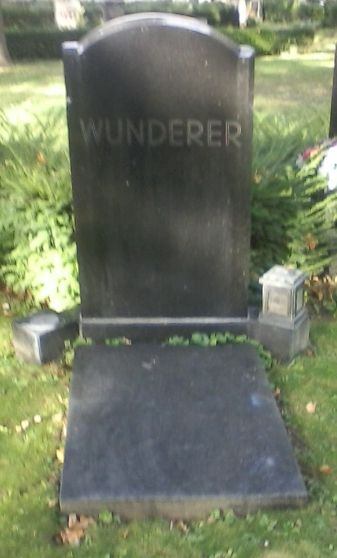
Grab von Anton Wunderer

## Werke
- Jagdfantasie op.67
- Hubertusmesse und St. Carolius-Messe
- Kernschuß-Walzer
- Weana Tanz
- Meisterschützen / Heimkehr von der Jagd
- Im Fluge Hornquartett
- Echt Wienerisch
- Kirta Marsch
- Menuett
- Meisterschützenmarsch
- Ungarische Meisterschhützen
- Ungarischer Marsch
- Khevenhüller Marsch
- Este-Marsch
- Erstes Kammermusik-Quartett
- Gründungs-Marsch
- Jubiläums-Marsch
- Graf Bouquoy Marsch
- Ulanenritt und Konzertpolka
- Jagdsuite op.67
- Vier Quartette für Naturhörner in Es, unter anderem darin: Österreichisches Jägerlied